# Star Breeze
Die Star Breeze ist ein Kreuzfahrtschiff von Windstar Cruises, das 1989 als eines von drei baugleichen Schwesterschiffen auf der Schichau Seebeckwerft AG in Bremerhaven gebaut wurde. Es wurde von 1989 bis 2015 als Seabourn Spirit von der amerikanischen Reederei Seabourn Cruise Line betrieben.

## Geschichte

### Bau, Indienststellung und Einsatz
Die Seabourn Spirit wurde am 23. September 1988 mit der Baunummer 1070 auf der Schichau Seebeckwerft AG in Bremerhaven auf Kiel gelegt. Der Stapellauf erfolgte am 17. März 1989. Die Fertigstellung erfolgte am 7. November 1989. Anschließend wurde das Schiff an die Seabourn Cruise Line abgeliefert und im norwegischen Schifffahrtsregister eingetragen. Seit 2002 fährt es unter der Flagge der Bahamas.
Am 28. November 1989 lief die Seabourn Spirit zur ersten Kreuzfahrt aus und wird seitdem weltweit eingesetzt.

### Piratenangriff

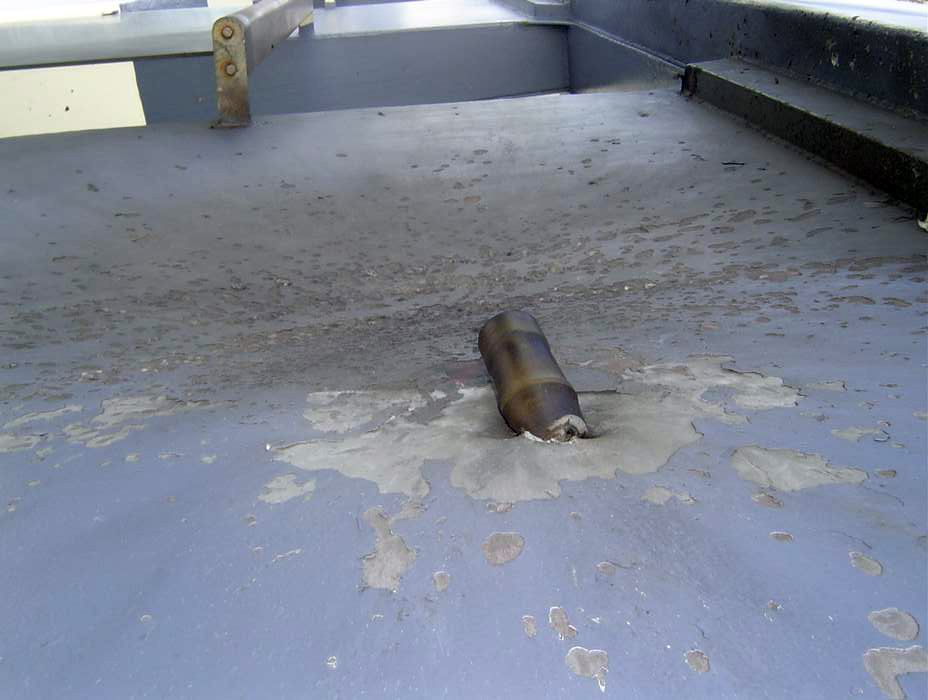
Überreste der Granate, die in die Bordwand einschlug

Bekannt wurde das Schiff durch einen Piratenangriff vor der Küste Somalias am 5. November 2005. Das Schiff wurde von zwei kleinen Booten mit etwa 12 Piraten an Bord angegriffen. Sie waren mit Kalaschnikows und Panzerfäusten bewaffnet. Eine Granate traf das Schiff, wobei ein Matrose leicht verletzt wurde. Die Besatzung der Seabourn Spirit wehrte sich mit Long Range Acoustic Devices gegen die Angreifer. Das Schiff konnte, nachdem Versuche, die Boote der Angreifer zu rammen, fehlgeschlagen waren, mit einem Zick-Zack Kurs auf das offene Meer entkommen. Später kam der US-Zerstörer Gonzalez hinzu und Sprengstoffexperten der United States Navy untersuchten das eingeschlagene Objekt. Sie stellten dabei fest, dass es sich nicht um den Sprengkopf der RPG handelte, sondern um einen Teil des Antriebssystems. Die Granate war zuvor außen an der Bordwand detoniert.

### Verkauf an Windstar Cruises
2013 wurde die Seabourn Spirit, wie auch wie ihre Schwesterschiffe Seabourn Pride und Seabourn Legend, an Windstar Cruises verkauft. Das Schiff wurde im Juni 2015 übergeben und in Star Breeze umbenannt.

### Verlängerung
Im November 2018 schloss Windstar Cruises mit Fincantieri einen Vertrag zur Verlängerung aller Schwesterschiffe für 200 Millionen Euro zwischen Frühling 2019 und November 2020. Dabei werden auch die Hauptmaschinen ausgetauscht. Der Bau der neuen Mittelschiffsektion begann mit dem ersten Stahlschnitt in Triest am 3. April 2019. Die Verlängerung begann im Oktober 2019 in Palermo und sollte im Februar 2020 abgeschlossen sein. Aufgrund von Asbestfunden an Bord, sowie der COVID-19-Pandemie verzögerte sich die Fertigstellung jedoch mehrfach und wurde erst im November 2020 abgeschlossen.

## Maschinenanlage und Antrieb
Die Seabourn Spirit ist mit einer konventionellen dieselmechanischen Antriebsanlage ausgestattet. Auf der Backbord- und der Steuerbordseite wirken jeweils ein Zwölfzylinder-V-Motor und ein Achtzylinder-Reihenmotor von BMV Bergen Diesel als Antriebsgruppe über ein Reduktionsgetriebe des Typs Lohmann GVA 1120 B auf je einen Verstellpropeller. Im Bug ist als Manövrierhilfe eine Querstrahlanlage eingebaut.
Für die Stromversorgung sind drei Achtzylinder-Dieselgeneratoren (BMV Bergen Diesel KRG-8) mit 1200 kW Leistung und ein Zwölfzylinder-Dieselgenerator von MWM (MWM TBD 234V12) mit 800 kW Leistung als Notstromaggregat installiert.

## Kabinen und Bordeinrichtungen
Das Schiff verfügte bis ins Jahr 2020 über 106, sodann über 156 luxuriös ausgestattete Suiten verschiedener Kategorien. Sie haben eine Grundfläche zwischen circa 26 und circa 53 Quadratmetern und bieten teilweise Balkone oder Panoramafenster. Das Schiff ist für 312 Passagiere zuzüglich Besatzungsmitglieder ausgelegt. An Bord gibt es drei Restaurants, ein Café sowie einen Wellnessbereich. Eine ausfahrbare Badeinsel am Heck ermöglicht verschiedene Wassersportarten.